# Wanda Landowska
Wanda Alexandra Landowska (Varsó, 1879. július 5. – Lakeville (Connecticut), 1959. augusztus 16.) lengyel csembaló- és zongoraművész, zenepedagógus. Hangversenyei, felvételei, pedagógusi tevékenysége és írásai nagy szerepet játszottak abban, hogy a csembaló újra népszerűvé vált a 20. század első évtizedeiben. Ő volt az első, aki lemezre vette Johann Sebastian Bach Goldberg-variációit, 1931-ben.

## Élete

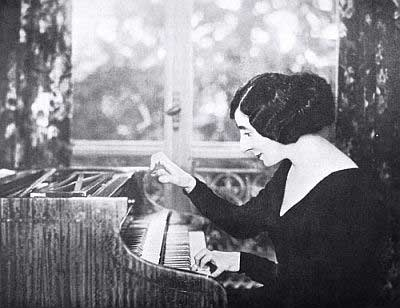
Wanda Landowska 1907-ben

Landowska Varsóban született, ahol édesapja ügyvéd volt, édesanyja pedig nyelvész, aki Mark Twain műveit fordította lengyelre. Négyéves korában kezdett zongorát tanulni, majd a Varsói Konzervatóriumban (ma: Fryderyk Chopin Zeneakadémia) folytatott tanulmányokat az idősebb Jan Kleczyńskinél és Aleksander Michałowskinál. Később, Berlinben zeneszerzést is tanult Heinrich Urbannál és leckéket vett Párizsban Moritz Moszkowskitól. 1900-ban, Párizsban feleségül ment a lengyel néprajztudóshoz, Henry Lew-hoz és zongorát tanított a Scola Cantorumban 1900-tól 1912-ig.
Később csembalót tanított a Berlini Zeneművészeti Főiskolán (ma: Universität der Künste Berlin), 1912 és 1919 között. Erősen érdekelte a zenetudomány, különösen Bach, Couperin és Rameau művészete. Eredeti billentyűs hangszerek után kutatott Európa múzeumaiban; régi hangszereket szerzett és újakat is készíttetett, a saját kívánalmainak megfelelően, a Pleyel et Cie cégnél. Ezek nagyméretű, nehéz építésű csembalók voltak, amelyek 16 lábas regisztert (az alaphúrokhoz képest egy oktávval mélyebb húrkészletet) is tartalmaztak, és erősen emlékeztettek a zongora konstrukciójára. A másik nagy Bach-specialista, Pablo Casals kritikájára válaszolva egyszer ezt mondta: Ön Bachot az Ön módján játssza, én pedig az „Ő” módján.
Számos új művet írtak a számára: Manuel de Falla Pedro mester bábszínháza (El retablo de maese Pedro) című műve jelezte, hogy a csembaló visszatért a modern zenekarba. De Falla később egy csembalóversenyt is írt neki, Francis Poulenc pedig a Falusi concertóját (Concert champêtre) komponálta Landowska számára.

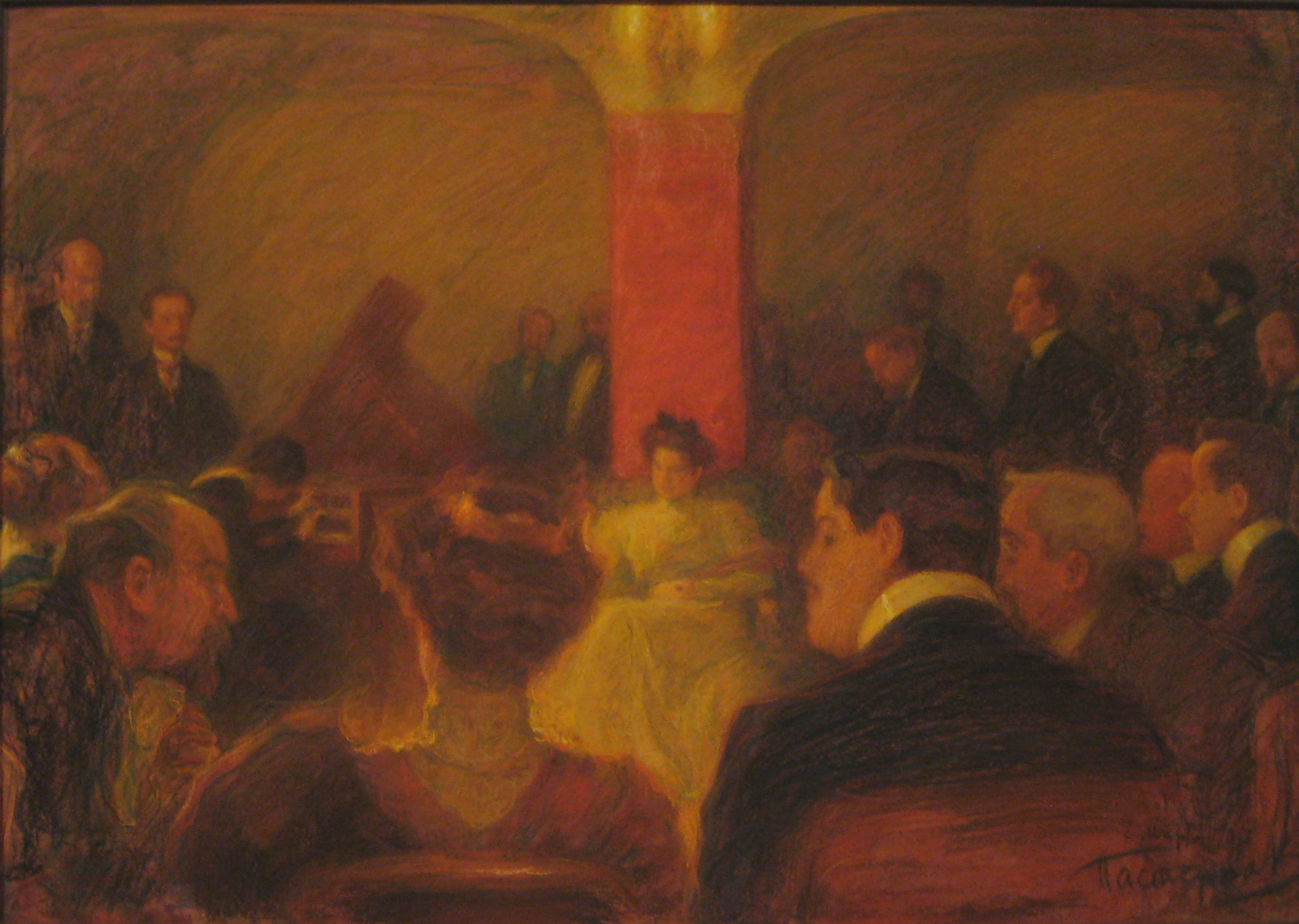
Wanda Landowska hangversenye Moszkvában (1907), Leonid Pasternak pasztell képe a Tretyakov Képtárban

Ő alapította az École de Musique Ancienne-t (Régi Zene Iskola), 1925-ben, Párizsban, otthona pedig Saint-Leu-la-Forêt-ben a régi zene előadásának és tanulmányozásának központja lett, 1927-től.
Amikor a német hadsereg a II. második világháborúban megszállta Franciaországot, a zsidó származású Landowska – asszisztense és egyben élettársa, en:Denise Restout társaságában – 1940-ben elmenekült Saint-Leu-ből. Egy ideig Dél-Franciaországban tartózkodtak, majd Lisszabonban hajóra szálltak és az Egyesült Államokba utaztak. 1941. december 7-én érkeztek New Yorkba, éppen a Pearl Harbor elleni japán támadás napján. Közben saint-leu-i házát kifosztották, hangszereit és kéziratait ellopták, így lényegében vagyontalanul érkezett meg az Államokba.
Lakeville-ben (Connecticut, USA) telepedett le 1949-ben, újra felépítette magát, mint előadóművész és tanár, intenzíven turnézva az Egyesült Államokban. Társa, Denise Restout volt zenei tárgyú írásainak fordítója és kiadója, köztük a Musique ancienne (Régi zene) és a Landowska on Music (Landowska a zenéről) című könyveké is.
Tanítványai közé tartozott egyebek közt: Ruggero Gerlin, Ralph Kirkpatrick, Rafael Puyana, Clifford Curzon, Aimée Van de Wiele, Isabelle Nef, Max Drischner és Erwin Jacobi.
Wanda Landowska 1959. augusztus 16-án hunyt el Lakeville-ben. A Nemzetközi Csillagászati Unió a tiszteletére egy krátert nevezett el róla a Vénuszon.

## ACamera Threeprogram
A Camera Three sorozat keretében, 1963. március 17-én a CBS műsort sugárzott az emlékére, Reminiscences of Wanda Landowska (Visszaemlékezések Wanda Landowskára) címmel, amely Landowska írásainak dramatizált változata volt, a neves színésznő, Agnes Moorehead előadásában.

## Kritikák, vélemények

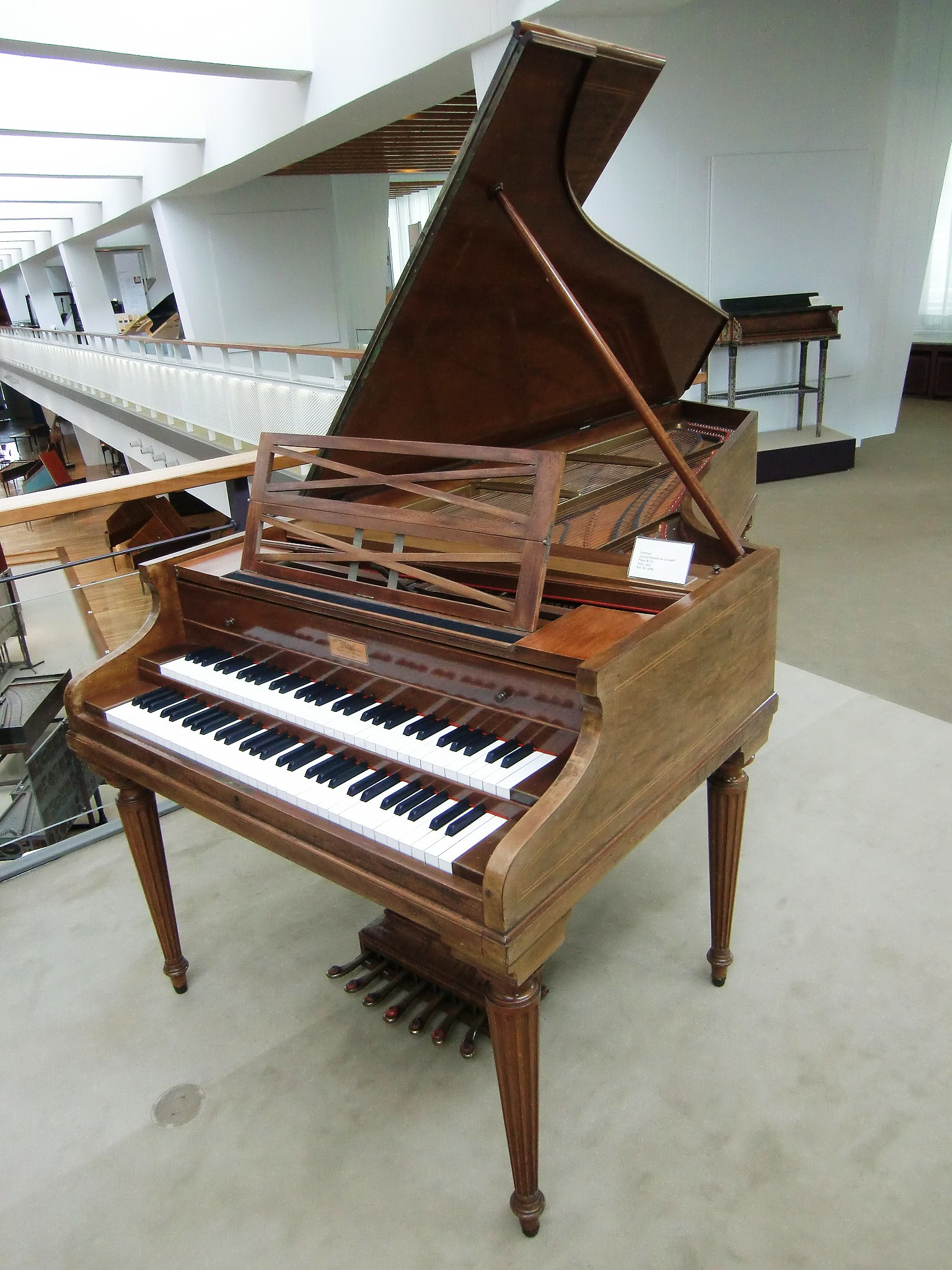
Landowska kedvenc hangszere, a Pleyel Grand Modèle de Concert (1927) Berlin: Musikinstrumentenmuseum

- „Mondanom sem kell, hogy játékát az erőteljes gesztusok és az egyéni ötletek jellemezték. Nem tisztelte a leírt anyagot, és alig fedezhettünk fel itt-ott olyan ismétlést, amely a szükségesnél kevésbé lett volna kívánatos. Mégis, ezek a dolgok lényegtelenek, mivel csupán azt a felfogást tükrözik, amelyet a csembaló 20. századi újjászületésében úttörő szerepet játszó ünnepelt művész képvisel. Ami engem elbűvöl Landowska játékában, az az ő megindító költői beleérzése Scarlatti muzsikájába; ő nem csupán újra felfedezi a zeneszerző és a hangszer kapcsolatát: ő hisz benne és mélyen át is érzi azt.”[9][10]
- „Ő mindig úgy játszotta a darabokat, »ahogy le van írva«, aminek az lett a következménye, hogy a gyors futamok nem úgy szólaltak meg, mint a »hangok kötegei«, hanem mint a varrógép. Erőteljes befolyásának köszönhetően, ez a métely napjainkig felfedezhető a tanítványainak játékában is.”[11]

## Fordítás
- Ez a szócikk részben vagy egészben  a   Wanda Landowska című angol Wikipédia-szócikk ezen változatának fordításán alapul.  Az eredeti cikk szerkesztőit annak laptörténete sorolja fel. Ez a jelzés csupán a megfogalmazás eredetét és a szerzői jogokat jelzi, nem szolgál a cikkben szereplő információk forrásmegjelöléseként.